# Danmarks eksklusive økonomiske zone
Danmarks eksklusive økonomiske zone er et afgrænset område udenfor Danmarks territorialfarvand, der blev oprettet ved lov 22. maj 1996 med virkning fra 1. juli samme år. Oprettelsen skete med hjemmel i FN's havretskonvention, som Danmark to år tidligere havde underskrevet. 
Zonen etablerede et område på 200 sømil fra grundlinjen ud for kysten af det danske fastland og grænser op til Norges, Sveriges, Storbritanniens og Tysklands økonomiske zoner. I grænseområderne er midtlinjen delelinje. Zonen omfatter i grove træk Danmarks del af Nordsøen, de indre danske farvande samt den del af Østersøen, der omgiver Bornholm. 
Indenfor den ekslusive økonomiske zone har Danmark ret til efterforskning i havet og på havbunden, til at udnytte havets naturresurser samt til enhver anden økonomisk udnyttelse. Danmark har også ret til at håndhæve dansk miljølovgivning i zonen. Andre stater har ret til bl.a. skibsfart, overflyving og til at lægge og vedligeholde undersøiske kabler og rørledninger i den økonomiske zone. 
I 2004 oprettedes Grønlands eksklusive økonomiske zone.